# Panship
 (septembre 2014).
Si vous disposez d'ouvrages ou d'articles de référence ou si vous connaissez des sites web de qualité traitant du thème abordé ici, merci de compléter l'article en donnant les références utiles à sa vérifiabilité et en les liant à la section « Notes et références ».
Panship est une société de gestion nautique fondée en 1997 à Ravenne. Elle est dirigée par le commandant Antonio Pollara. Panship s’est fait connaître dans le cadre de l’affaire du pétrolier Erika, dont elle était gestionnaire. Le contrat liant Panship à l’armateur de l’Erika est un contrat d’assistance technique prévoyant des visites périodiques, planifiant les travaux nécessaires et facilitant les capacités d’affrètement par les majors de l’industrie pétrolière. À ce titre, Panship est également l’intermédiaire entre l’armement et la société de classification Rina. Via sa filiale indienne Panship Mumbai, elle recrute les équipages auprès d’une société de manning, la Herald Maritime Bombay. Selon certaines sources, Panship serait une émanation de la famille Savarese, dont l’un des membres, Giuseppe, était propriétaire de l’Erika via sa société Tevere Shipping.
Panship aurait cautionné, pour préserver les intérêts de Giuseppe Savarese, les travaux a minima réalisés sur l'Erika aux chantiers navals de Bijela. Ces travaux qui ont pesé lourd dans l'affaiblissement de la structure du navire et, par conséquent, sur le naufrage et la terrible marée noire qui se sont ensuivis.
Durant le procès du naufrage, qui s'est tenu à Paris de février à juin 2007, la responsabilité de Panship a encore été mise en cause ; c'est elle qui aurait dicté au capitaine Mathur la marche à suivre, en fonction des seuls intérêts de l'armateur et au mépris du risque couru par l'équipage et l'environnement.